# Beker van de Seychellen
De Beker van de Seychellen is het nationale voetbalbekertoernooi van de Seychellen dat wordt georganiseerd door de Seychelles Football Federation (SFF). Het bekertoernooi werd opgericht in 1987 en wordt zoals de meeste bekercompetities volgens het knock-outsysteem gespeeld.

## Finales
| Jaar               | Winnaar             | Uitslag | Finalist       |
| ------------------ | ------------------- | ------- | -------------- |
| 1976               | Rangers FC          | 6-2     | Ascot United   |
| 1977-1986 onbekend |                     |         |                |
| 1987               | Beau Vallon FC      |         |                |
| 1988               | Saint-Louis FC      | 2-1     | Plaisance FC   |
| 1989               | Anse Boileau FC     |         |                |
| 1990               | Plaisance FC        |         |                |
| 1991               | FC Anse aux Pins    | 4-2     | Saint-Louis FC |
| 1992 onbekend      |                     |         |                |
| 1993               | FC Anse aux Pins    | 4-1     | Saint-Louis FC |
| 1994 onbekend      |                     |         |                |
| 1995               | Red Star FC         |         |                |
| 1996               | Red Star FC         |         |                |
| 1997               | Saint-Michel United |         |                |
| 1998               | Saint-Michel United | 4-0     | Ascot United   |
| 1999               | Red Star FC         | 2-1     | Sunshine FC    |
| 2001               | Saint-Michel United | 2-1     | Sunshine FC    |

| Jaar            | Winnaar                 | Uitslag         | Finalist                     |
| Land Marine Cup | Land Marine Cup         | Land Marine Cup | Land Marine Cup              |
| --------------- | ----------------------- | --------------- | ---------------------------- |
| 2002            | Anse Réunion FC         | 2-1             | Red Star FC                  |
| 2003            | Saint-Louis FC          | 2-1             | Light Stars FC (Grand' Anse) |
| 2004            | Red Star FC             | 1-0             | Anse Réunion FC              |
| 2005            | SMB                     | 1-0             | Anse Réunion FC              |
| 2006            | Saint-Michel United     | 2-1             | Red Star FC                  |
| 2007            | Saint-Michel United     | 1-0             | Anse Réunion FC              |
| 2008            | Saint-Michel United     | 2-2, 2-0        | Saint-Louis Suns United      |
| 2009            | Saint-Michel United     | 2-1             | Saint-Louis Suns United      |
| 2010            | Saint-Louis Suns United | 1-0             | La Passe FC                  |
| 2011            | Saint-Michel United     | 2-1             | La Passe FC                  |
| 2012            | Anse Réunion FC         | 3-2             | Cote d'Or FC (Praslin)       |
| Intelvision Cup |                         |                 |                              |
| 2013            | Saint-Michel United     | 2-0             | Anse Réunion FC              |

### Prestaties per club
| Aantal | Club                | Plaats        |   | Aantal                  | Club         | Plaats |
| ------ | ------------------- | ------------- | - | ----------------------- | ------------ | ------ |
| 09     | Saint-Michel United | Anse aux Pins | 1 | Rangers FC              |              |        |
| 04     | Red Star FC         | Anse aux Pins | 1 | Beau Vallon FC          | Beau Vallon  |        |
| 02     | FC Anse aux Pins    | Anse aux Pins | 1 | Anse Boileau FC         | Anse Boileau |        |
| 02     | Saint-Louis FC      | Saint Louis   | 1 | Plaisance FC            | Plaisance    |        |
| 02     | Anse Réunion FC     | Anse Réunion  | 1 | Sunshine FC             | Victoria     |        |
| 0      |                     |               | 1 | SMB                     | Victoria     |        |
| 0      |                     |               | 1 | Saint-Louis Suns United | Victoria     |        |

Algerije ·
Angola ·
Benin ·
Botswana ·
Burkina Faso ·
Burundi ·
Centraal-Afrikaanse Republiek ·
Comoren ·
Congo-Brazzaville ·
Congo-Kinshasa ·
Djibouti ·
Egypte ·
Equatoriaal-Guinea ·
Ethiopië ·
Gabon ·
Gambia ·
Ghana ·
Guinee ·
Guinee-Bissau ·
Ivoorkust ·
Kameroen ·
Kenia ·
Lesotho ·
Liberia ·
Libië ·
Madagaskar ·
Mali ·
Marokko ·
Mauritanië ·
Mauritius ·
Mozambique ·
Namibië ·
Niger ·
Nigeria ·
Oeganda ·
Réunion ·
Rwanda ·
Sao Tomé en Principe ·
Senegal ·
Seychellen ·
Sierra Leone ·
Soedan ·
Somalië ·
Swaziland ·
Tanzania ·
Togo ·
Tsjaad ·
Tunesië ·
Zambia ·
Zimbabwe ·
Zuid-Afrika